# Linda (Kalifornien)
Linda ist ein census-designated place (CDP) im Yuba County im US-Bundesstaat Kalifornien mit 21.654 Einwohnern (Stand: 2020). Der Ort befindet sich bei den geographischen Koordinaten 39,12° Nord, 121,55° West. Das Ortsgebiet hat eine Größe von 14,6 km².